# Pseudomegalonychus
Pseudomegalonychus is een geslacht van kevers uit de familie van de loopkevers (Carabidae). De wetenschappelijke naam van het geslacht is voor het eerst geldig gepubliceerd in 1950 door Basilewsky.

## Soorten
Het geslacht Pseudomegalonychus omvat de volgende soorten:
- Pseudomegalonychus debeckeri Basilewsky, 1976
- Pseudomegalonychus ferrugineus Basilewsky, 1956
- Pseudomegalonychus uyttenboogaarti (Basilewsky, 1948)